# ジェンティルドンナ
ジェンティルドンナ（欧字名:Gentildonna、2009年2月20日 - ）は、日本の競走馬・繁殖牝馬。
主な勝ち鞍は2012年の桜花賞、優駿牝馬、秋華賞、2012年・2013年のジャパンカップ、2014年のドバイシーマクラシック、有馬記念。史上4頭目の三冠牝馬である。ジャパンカップにおいては3歳牝馬・三冠牝馬としての優勝、連覇は本馬が史上初である。
馬名はイタリア語で「貴婦人」の意味から。2016年9月12日、史上32頭目の顕彰馬に選定された。

## デビューまで
2009年2月20日北海道安平町のノーザンファームで誕生。父・ディープインパクトにとっては2世代目の産駒にあたる。母・ドナブリーニは現役時代に英G1チェヴァリーパークステークス、英G2チェリーヒントンステークスを優勝し3歳で競走生活を終えると、2006年のタタソールズ・ディセンバーセールにおいて当時のレートで日本円にして約1億2000万円でノーザンファームに購入され、日本で輸入された。日本でのファーストクロップが全姉のドナウブルーであり、ジェンティルドンナは2番目の産駒であった。
2歳の秋、ドナウブルーと同じ栗東トレーニングセンターの石坂正厩舎に入厩。担当の日迫真吾、井上泰平調教助手はともに「普通の馬」との第一印象を抱いたが、調教を始めると2歳牝馬ながら270mのキャンターを難なくこなし、また高い心肺能力を示唆する大きな胸囲を持つなど、非凡な素質を見せた。デビュー前の調教で優れた動きを見せていたため、石坂は「いつでも勝てる」と思っていたという。

## 競走馬時代

### 2歳（2011年）
入厩から1か月後11月に京都競馬場の芝1600mの新馬戦でミルコ・デムーロ鞍上でデビュー。1番人気に支持されたがこの日は不良馬場の中で行われ後方から差を詰めるだけの競馬になってしまい、前を捉えきれず2着に敗れる。2戦目の阪神競馬場の芝1600mの未勝利戦でイオリッツ・メンディザバル鞍上で後続に3馬身半差をつけ初勝利を挙げた。

### 3歳（2012年）
3歳となっての初戦にはシンザン記念が選ばれた。未勝利戦に勝ったばかりの牝馬をあえて混合戦の重賞に出走させたのは、3歳の早い時期は牝馬のほうが成長は早く、牡牝の力の差が小さいこと、クラシックの出走権を確実にするにはオープン特別だと勝たなければいけないが重賞なら2着でも賞金を加算できること、ジェンティルドンナは牡馬が相手でも勝負になる馬であるという石坂の計算があった。このレースではクリストフ・ルメールを鞍上に出走し、朝日杯フューチュリティステークス4着のトウケイヘイローに次ぐ2番人気に支持された。道中でかかる素ぶりがあったが、直線で抜け出すと後続の追撃を封じ2着馬に1馬身1/4差をつけ優勝、牝馬ながら牡馬相手に重賞初制覇を達成した。シンザン記念での牝馬の優勝はフサイチエアデール以来13年ぶりであった。
次走にはチューリップ賞を予定したが、その3週間前に熱発を発生し、馬場入りや調教は遅れた。チューリップ賞から岩田康誠が主戦騎乗を担当し、2歳女王のジョワドヴィーヴルに次ぐ2番人気に支持されたが、ハナズゴールの4着に敗れ、桜花賞の優先出走権獲得はならなかった。一方、日迫調教助手は、頓挫明けのうえ前を馬群に阻まれ、最後に差を詰めながら4着に善戦した内容を、桜花賞に繋がるものと確信していた。
4月8日のクラシック一戦目・桜花賞では前走に続いてジョワドヴィーヴルに次ぐ2番人気に推される。序盤は中断の後ろのポジションをキープし、直線では真ん中から抜け出し、2着ヴィルシーナ、3着アイムユアーズとの競り合いを上がり最速で制して1着でゴールし、クラシック1冠目を獲得した。
クラシック二戦目の優駿牝馬では岩田が騎乗停止処分を受けていたため川田将雅に乗り代わりとなった。当日は桜花賞馬でありながら、フローラステークス勝ち馬ミッドサマーフェア、ヴィルシーナに続く3番人気にとどまっていた。母のドナブリーニが現役時代短距離を中心に活躍していた馬であること、加えてジェンティルドンナは一貫して1600メートル戦を使われており、さらにいくらか首が高い走法だったことで2400メートルという距離への不安があったほか、乗り替わり、初の長距離輸送、パドックやゲート裏での落ち着きの無さが懸念材料とされた。レースでは前半1000mが59秒1という速い流れの中で川田が後方待機策を選択、第4コーナーでは後方から4番手という位置から一気に仕掛け、上がり3ハロン34秒2という鋭い脚で追い込み、先頭に立つと2着ヴィルシーナに5馬身差をつけ、ローブデコルテによる従来のレースレコードを1.7秒更新する2分23秒6のタイムで2冠目を獲得した。同競走においてこれに匹敵する着差は、1980年のケイキロク以来のものであった。ヴィルシーナの鞍上内田博幸は「呆れるほどに強い」と勝ち馬を称えた。
オークスの後はフランスの凱旋門賞に遠征するプランもあったものの、結果的に秋華賞に出走し牝馬三冠を目指すこととなった。夏の休養を挟んで、8月1日帰厩。三冠のため、蹴られないように他馬と距離を取り、機嫌を損ねないように調教の隊列に配慮するなど工夫がなされた。蹄鉄も接着剤を使用して強化し、落鉄のおそれを減らした。秋初戦となったローズステークスでは、秋華賞の舞台である京都内回りを意識して好位2番手追走の競馬を選択し、同じく秋初戦のヴィルシーナを寄せ付けずに完勝した。
第17回秋華賞では1.3倍の圧倒的な1番人気に支持される。返し馬の途中にスタンドからの歓声に驚いて落馬するアクシデントがあったものの、レースではスタートから中団で折り合う。レース中盤以降は、向正面からチェリーメドゥーサが最後方から一気に進出して先頭に立ち後続との差を広げ、後続も3コーナーから追撃を開始してペースがアップする展開となる中で、ズブさを見せて追走にてこずった。最後の直線ではヴィルシーナとの叩き合いが続き、一度は気を抜いたところを交わされたものの最後は「7センチの攻防」とも呼ばれる接戦を制して勝利し、史上4頭目の牝馬三冠を達成した。なお、父・ディープインパクトも三冠馬であり、日本競馬史上初となる親子三冠を達成した。
三冠達成後は第32回ジャパンカップに出走。この競走には前年の牡馬三冠馬であるオルフェーヴルも出走を表明しており、ジャパンカップでは28年ぶり2例目の三冠馬同士の対決となった。これにオルフェーヴルを破った凱旋門賞馬ソレミアが加わり、その他にも、同年のクイーンエリザベス2世カップに優勝したルーラーシップや天皇賞（春）でオルフェーヴルらを一蹴したビートブラック、天皇賞（秋）で東京優駿以来となる勝利を挙げたエイシンフラッシュなどが参戦。外国馬を含めてGI優勝馬が9頭、出走馬17頭全てが重賞優勝馬という豪華な顔ぶれとなった。オルフェーヴル、ルーラーシップに続く3番人気で迎えたレースでは、ビートブラックが後続を引きつけて逃げる展開を3番手で追走。第4コーナーでやや位置を下げ、下がってきたビートブラックと進出してきたオルフェーヴルに挟まれて一時進路を失ったものの、オルフェーヴルを弾き飛ばすようにして進路をこじ開け、そこからゴールまで叩き合った末にハナ差で優勝した。なお、父・ディープインパクトも2006年のジャパンカップを制しており、シンボリルドルフ・トウカイテイオー、スペシャルウィーク・ブエナビスタに次ぐ史上3組目の親子制覇となった。日本の牝馬三冠馬として初となる牡馬混合GI制覇を果たした。また、3歳牝馬の優勝はジャパンカップ史上初である。そしてこの勝利で、これまでブエナビスタが持っていた121ポンドを超える、日本調教の牝馬で歴代最高となる122ポンドのレーティングを与えられた。これは当年の3歳牝馬としては世界1位、牝馬アローワンス4ポンドを考慮すれば牡馬を含めた3歳の世界1位となる高い評価であった。
しかし、最後の直線でジェンティルドンナがオルフェーヴルに接触したことについてオルフェーヴル陣営からは不満の声が相次ぎ、鞍上の池添謙一は馬体をぶつけられたことについては「あの判定はどうかと思います。ちょっと納得がいかない」と悔しさを表した。また、管理調教師の池江泰寿も「3回はぶつけられている。1回はバランスを崩して宙に浮いた。あれだけはじき飛ばされたら、どんな馬でも失速する」とコメントしている。一方で石坂は「私としては審議は大丈夫だなと思っていました」とコメントし、生産したノーザンファーム代表の吉田勝己は「これが失格になったら競馬にならない」と今回の裁定を支持するコメントを残している。ただし、鞍上の岩田は最後の直線での進路の取り方について2012年12月1日からの2日間の騎乗停止処分を受けた。陣営では、もとより秋は3戦のみと決めていたため、この年の有馬記念は初めから出走しないことを明言した一方、翌年からは海外のレースを目標にすることも明かした。
当年は牝馬三冠を含むGI・4勝、7戦6勝の好成績を収め、JRA賞年度代表馬および最優秀3歳牝馬に選出された。

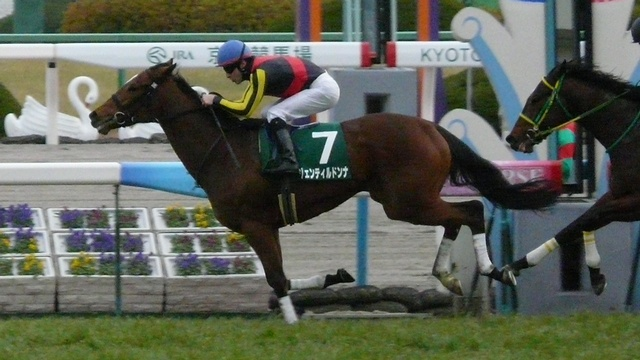
シンザン記念
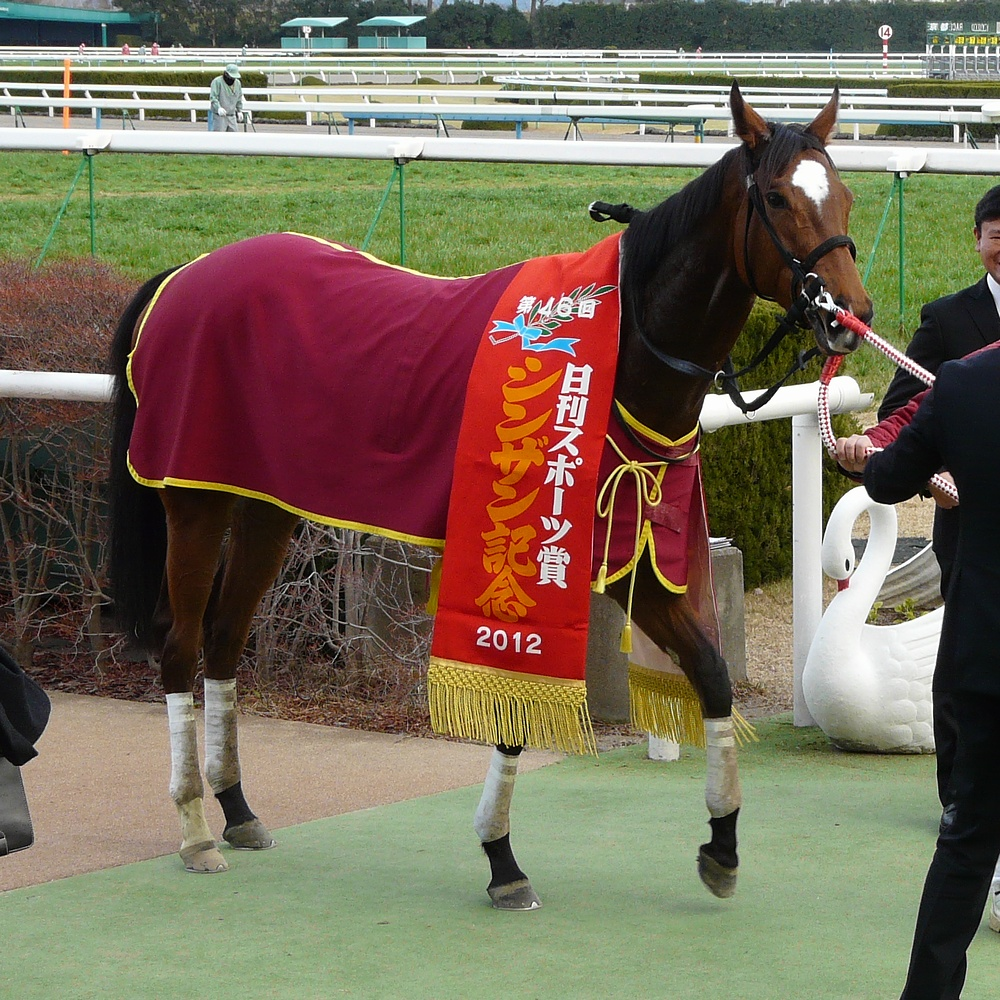
表彰式
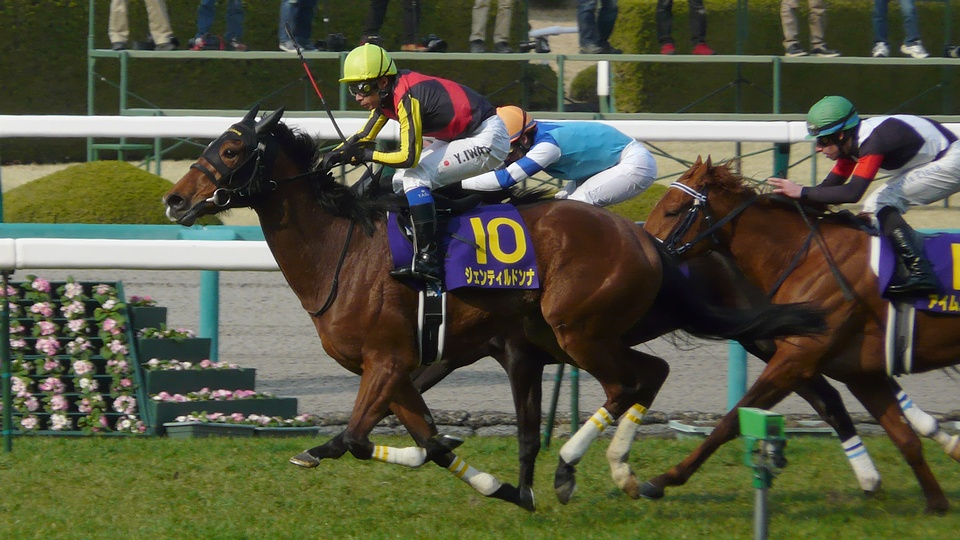
桜花賞
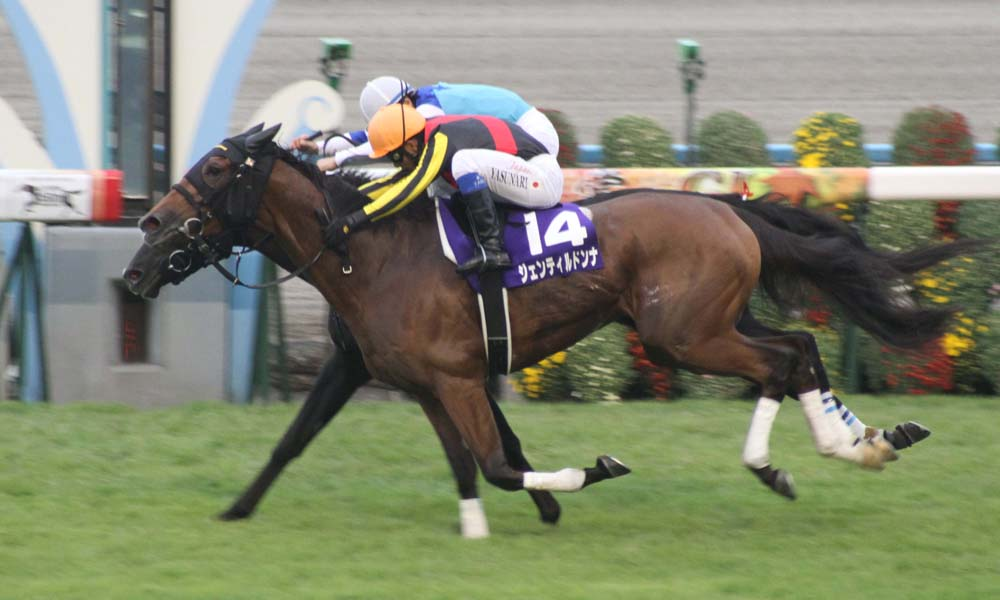
秋華賞
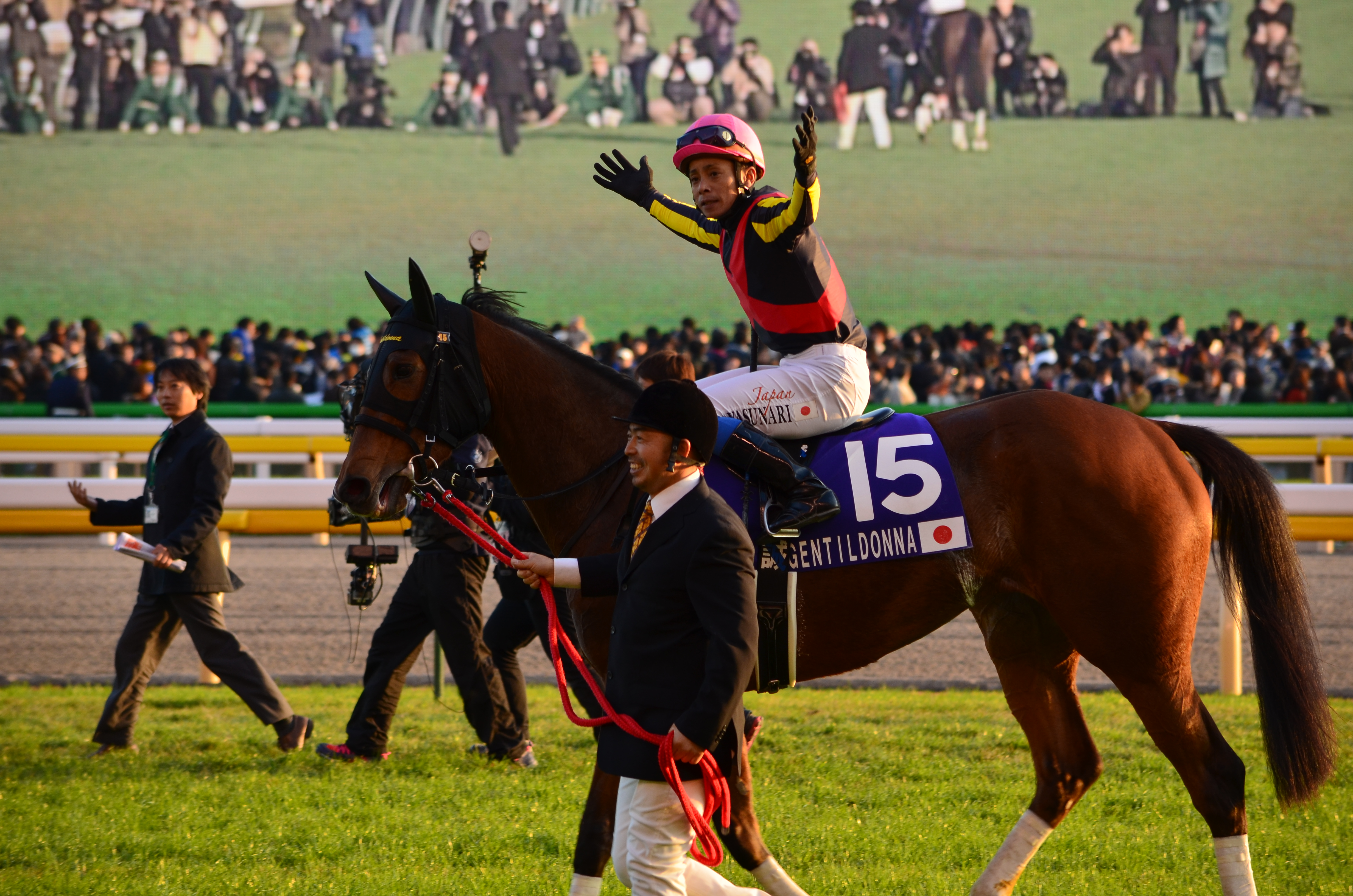
ジャパンカップレース後

### 4歳（2013年）
陣営は、この年の初戦にドバイシーマクラシックに直行し、その後宝塚記念、凱旋門賞に向かうプランを発表した。
ドバイシーマクラシックでは前年のジャパンカップで凱旋門賞2着馬のオルフェーヴルを破っていたことから海外での評判も高く、ブックメーカーでは1番人気に支持された。現地時間3月30日（日本時間3月31日）に行われたレースでは、休み明けであったこともあって力みが目立ち、一旦は外からセントニコラスアビーに馬体を合わせにかかるも最後は2馬身1/4の着差をつけられ2着に敗れた。
帰国後は宝塚記念に直行。前年度の2冠馬ゴールドシップや同年の天皇賞（春）の優勝馬フェノーメノを抑え1番人気に推されたが、道中ゴールドシップにマークされる形となり、最後はゴールドシップに抜け出され、ダノンバラードも捕らえることが出来ず3着に敗れた。国内での敗戦は2012年のチューリップ賞以来1年3ヶ月ぶりとなった。この敗戦を受けて凱旋門賞挑戦は白紙となり、秋は国内戦に専念することとなった。
秋はステップレースを使わずに天皇賞（秋）に出走。宝塚記念に出走したゴールドシップやフェノーメノが不在ということもあり休み明けながら1番人気に支持された。しかしレースでは好スタートが逆に災いしトウケイヘイローが作り出した1000m通過58秒4のハイペースを掛かり気味に2番手で追走する形となり、直線で一旦は先頭に立つも後方待機していたジャスタウェイに差され、そのまま4馬身離された2着に敗れた。
ジャパンカップでは石坂師とオーナーサイドの話し合いの結果ライアン・ムーアが手綱を取ることとなり、主戦の岩田はヴィルシーナへの騎乗となった。宝塚記念で先着を許したゴールドシップも出走しており、前走の結果で折り合い面が不安視されたが1番人気の支持を受けた。そして迎えたレースでは前走とは打って変わってエイシンフラッシュが作り出す1000m通過62秒4の超スローペースを折り合いをつけて4、5番手の内に位置し、直線で早めに先頭に立ちデニムアンドルビーの追撃をハナ差で振り切り連覇を果たした。ジャパンカップの連覇は牡馬を含めてもこれまで1頭もおらず、本馬が史上初の快挙となった。
この年はジャパンカップの1勝のみに終わったが、ドバイシーマクラシックや天皇賞（秋）での好走も評価され、JRA賞最優秀4歳以上牝馬に選出された。

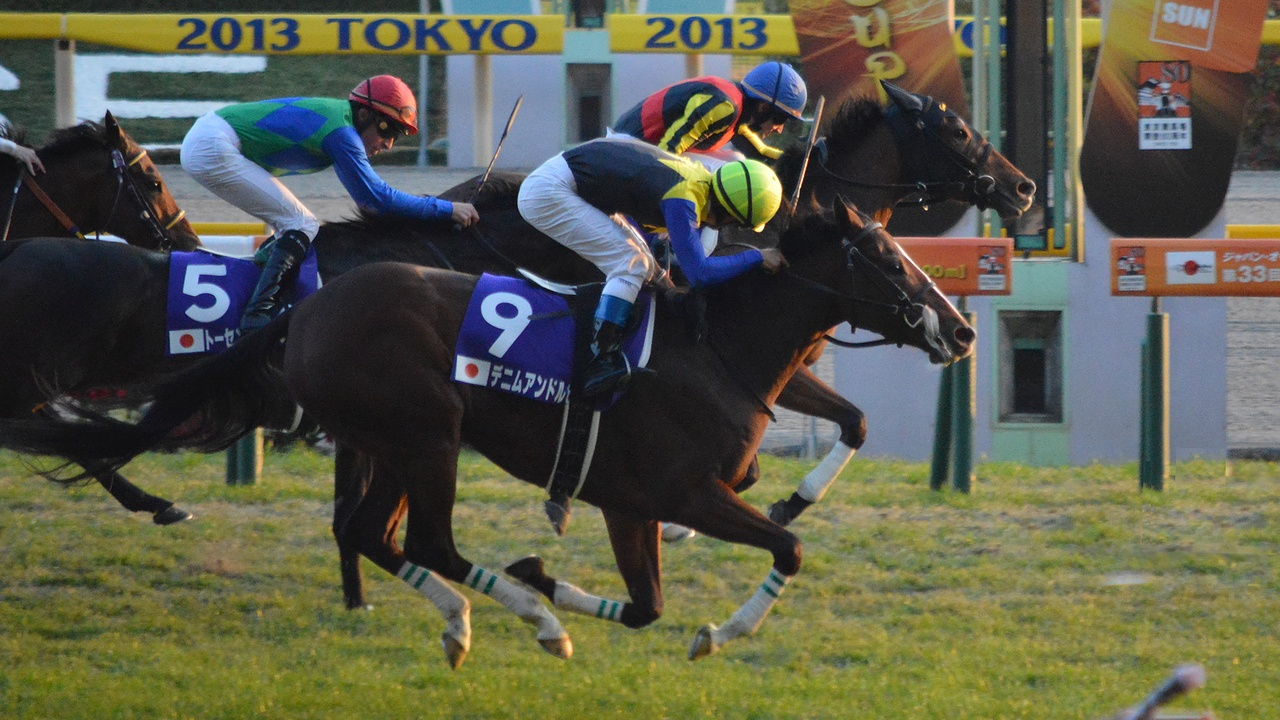
ジャパンカップ
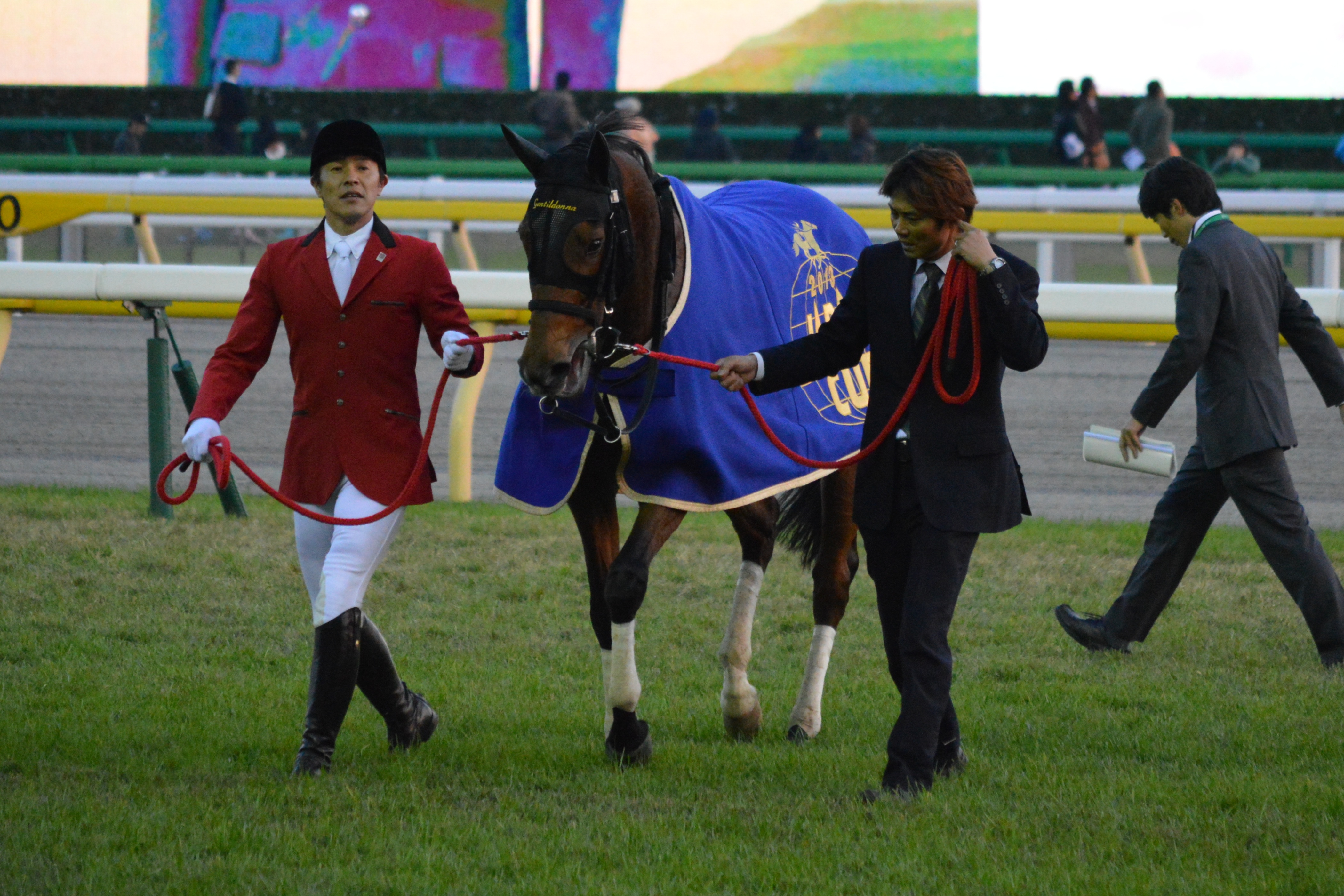
表彰式

### 5歳（2014年）
前年に続きドバイシーマクラシックへの挑戦を表明。ドバイへ直行した前年と異なり、鞍上に福永祐一を迎え叩き台として京都記念に出走。レースでは圧倒的1番人気に支持され、好位で競馬を進めるも直線で伸びを欠きデスペラードの6着に敗戦。デビュー以来初めて掲示板を外す結果となった。
ドバイシーマクラシックでは鞍上に再びライアン・ムーアを迎えて出走。好スタートを切るものの最初のコーナーを曲がったところで逸脱馬に当てられる。しかし影響はほとんどなく、その後も中団でレースを進める。最後の直線ではシリュスデゼーグルに内側へと押し込まれて進路をなくしてしまう不利を受けるが、鞍上のライアン・ムーアがジェンティルドンナを一旦後ろに下げて外に持ち出すと、そこからシリュスデゼーグルを差し切り1馬身半差をつけて優勝した。
帰国後は優駿牝馬以来2年ぶりの川田とのコンビで宝塚記念に出走。道中は中団でゴールドシップをみる形でレースを進めたが、直線で伸びることが出来ず馬群に沈み、生涯最低着順の9着に敗れた。レース後、川田は「ゲートを上手に出て、道中はリズムよく走っていた。折り合いもついていました。前に壁をつくってくれとの指示だったので、向正面でゴールドシップに目標を切り換えたけど、3コーナーで手応えが怪しくなった。ゴール前はバタバタで、止まりそうになった。無事でいてくれればいいですが……」とコメントした。
その後休養に入り、陣営は天皇賞（秋）を秋初戦に迎え、ジャパンカップを最終目標にすることと、同年限りで引退することを発表した。このうち、天皇賞（秋）は戸崎圭太を鞍上に迎えることを発表した。
そして迎えた天皇賞（秋）では前走大敗に加えて休養明けであったが、イスラボニータに次ぐ2番人気に支持された。レースでは道中先行し、直線でイスラボニータを競り落としたが、ゴール前でスピルバーグに差し切られ2着に敗れた。
次走ジャパンCではライアン・ムーアを鞍上に迎え1番人気に支持され先団につけたが、抜け出したエピファネイアを捕らえることが出来ず、更にジャスタウェイとスピルバーグにも交わされて先頭から5馬身差の4着。ジャパンカップ3連覇はならなかった。ムーア騎手の談話によれば、前日の雨で渋った馬場（発表は良馬場）により、レースが切れ味勝負ではなくスタミナ勝負となったことが、敗戦の原因として挙げられる。陣営はジャパンカップを最後に引退する可能性も示唆していたが、この敗戦が不完全燃焼であったことから、ジャパンカップ敗北直後に有馬記念で引退することが発表された。また、有馬記念と同日に中山競馬場で引退式を行うことも発表された。引退レースとなった第59回有馬記念のファン投票ではゴールドシップに次ぎ第2位となる55699票を集めた。
引退レースとなった有馬記念では、前走騎乗のライアン・ムーアはJRAの短期免許が有馬記念の前週で切れていたため、戸崎圭太が騎乗することになった。この年は枠順は指名された馬の陣営が選択する方式が採用され、抽選会では最初に指名され、石坂は「4番」を選択した。前走敗戦に加えて中山未経験などの不安要素もあり、4番人気と評価を落とした。レースでは好スタートから道中3番手を追走し、直線で前の馬を捕えて抜け出し、トゥザワールドらを抑えて優勝。ラストランを制し、有終の美を飾った。牝馬の有馬記念制覇は2008年のダイワスカーレット以来6年ぶり史上5頭目で、中山未出走馬が有馬記念を制したのは1997年のシルクジャスティス以来17年ぶりであった。GI7勝は父・ディープインパクトらに並び史上最多タイ、牝馬ではウオッカに続く快挙となった。この勝利でグレード制導入後牝馬では史上初めて東京・中山・京都・阪神の中央競馬の主要4場全てでのGI勝利（ドバイも含めると5つの競馬場でのGI勝利）を達成した。また、長距離GⅠ5勝は2024年現在も日本馬の最多記録である。さらに有馬記念優勝によって総獲得賞金は17億2603万400円となり、歴代1位（当時）のテイエムオペラオーに次ぐ歴代2位の獲得賞金額となった。
全レース終了後、予定通り引退式が行われた。引退式ではドバイシーマクラシック優勝時の馬着を着用した。
現役最終年となったこの年はドバイシーマクラシック・有馬記念で優勝し、JRA賞年度代表馬および最優秀4歳以上牝馬に選出された。年度代表馬の受賞は2年ぶり2度目である。

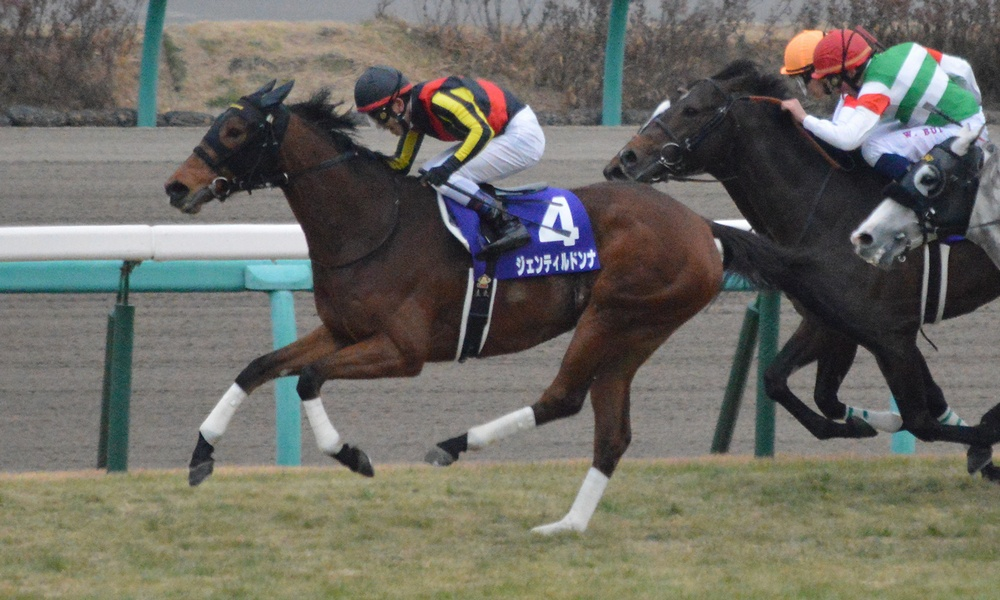
有馬記念
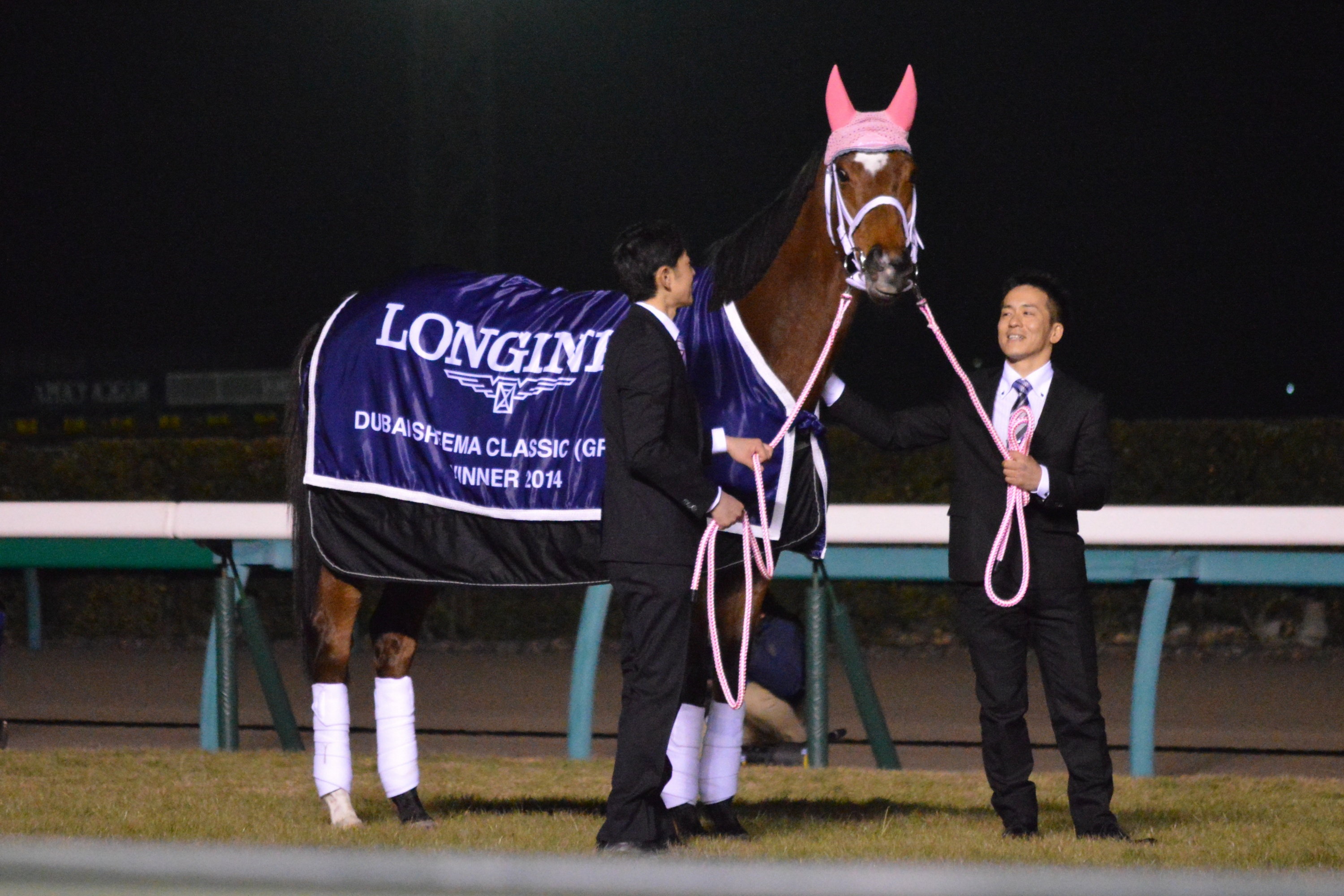
引退式

## 競走成績
| 競走日     | 競馬場   | 競走名         | 格   | 距離（馬場）  | 頭 数 | 枠 番 | 馬 番 | オッズ （人気） | 着順 | タイム （上り3F[s]） | 着差 [s] | 騎手             | 斤量 [kg] | 1着馬 （2着馬）        |
| ---------- | -------- | -------------- | ---- | ------------- | ----- | ----- | ----- | --------------- | ---- | -------------------- | -------- | ---------------- | --------- | ---------------------- |
| 2011.11.19 | 京都     | 2歳新馬        |      | 芝1600m（不） | 17    | 5     | 09    | 02.1（1人）     | 2着  | 1:41.0（36.7）       | -0.4     | M.デムーロ       | 54        | エーシンフルマーク     |
| 0000.12.10 | 阪神     | 2歳未勝利      |      | 芝1600m（良） | 18    | 8     | 16    | 01.6（1人）     | 1着  | 1:36.7（34.1）       | -0.6     | I.メンディザバル | 54        | （ヤマニンカヴァリエ） |
| 2012.01.08 | 京都     | シンザン記念   | GIII | 芝1600m（良） | 15    | 4     | 07    | 04.0（2人）     | 1着  | 1:34.3（34.7）       | -0.2     | C.ルメール       | 54        | （マイネルアトラクト） |
| 0000.03.03 | 阪神     | チューリップ賞 | GIII | 芝1600m（良） | 14    | 1     | 01    | 04.4（2人）     | 4着  | 1:36.1（34.7）       | -0.6     | 岩田康誠         | 54        | ハナズゴール           |
| 0000.04.08 | 阪神     | 桜花賞         | GI   | 芝1600m（良） | 18    | 5     | 10    | 04.9（2人）     | 1着  | 1:34.6（34.3）       | -0.1     | 岩田康誠         | 55        | （ヴィルシーナ）       |
| 0000.05.20 | 東京     | 優駿牝馬       | GI   | 芝2400m（良） | 18    | 7     | 14    | 05.6（3人）     | 1着  | 2:23.6（34.2）       | -0.8     | 川田将雅         | 55        | （ヴィルシーナ）       |
| 0000.09.16 | 阪神     | ローズS        | GII  | 芝1800m（良） | 10    | 6     | 06    | 01.5（1人）     | 1着  | 1:46.8（33.2）       | -0.2     | 岩田康誠         | 54        | （ヴィルシーナ）       |
| 0000.10.14 | 京都     | 秋華賞         | GI   | 芝2000m（良） | 18    | 7     | 14    | 01.3（1人）     | 1着  | 2:00.4（33.1）       | -0.0     | 岩田康誠         | 55        | （ヴィルシーナ）       |
| 0000.11.25 | 東京     | ジャパンC      | GI   | 芝2400m（良） | 17    | 8     | 15    | 06.6（3人）     | 1着  | 2:23.1（32.8）       | -0.0     | 岩田康誠         | 53        | （オルフェーヴル）     |
| 2013.03.30 | メイダン | ドバイSC       | G1   | 芝2410m（Gd） | 11    | 8     | 08    | 発売なし        | 2着  | 計測不能             | 2馬身1/4 | 岩田康誠         | 54.5      | St Nicholas Abbey      |
| 0000.06.23 | 阪神     | 宝塚記念       | GI   | 芝2200m（良） | 11    | 8     | 11    | 02.4（1人）     | 3着  | 2:13.8（35.9）       | -0.6     | 岩田康誠         | 56        | ゴールドシップ         |
| 0000.10.27 | 東京     | 天皇賞（秋）   | GI   | 芝2000m（良） | 17    | 5     | 09    | 02.0（1人）     | 2着  | 1:58.2（35.8）       | -0.7     | 岩田康誠         | 56        | ジャスタウェイ         |
| 0000.11.24 | 東京     | ジャパンC      | GI   | 芝2400m（良） | 17    | 4     | 07    | 02.1（1人）     | 1着  | 2:26.1（33.9）       | -0.0     | R.ムーア         | 55        | （デニムアンドルビー） |
| 2014.02.16 | 京都     | 京都記念       | GII  | 芝2200m（稍） | 12    | 3     | 03    | 01.6（1人）     | 6着  | 2:16.5（34.6）       | -0.5     | 福永祐一         | 56        | デスペラード           |
| 0000.03.29 | メイダン | ドバイSC       | G1   | 芝2410m（Gd） | 15    |       | 12    | 発売なし        | 1着  | R2:27.25（0.0）      | 1馬身1/2 | R.ムーア         | 55        | （Cirrus des Aigles）  |
| 0000.06.29 | 阪神     | 宝塚記念       | GI   | 芝2200m（良） | 12    | 5     | 06    | 04.1（3人）     | 9着  | 2:15.1（36.2）       | -1.2     | 川田将雅         | 56        | ゴールドシップ         |
| 0000.11.02 | 東京     | 天皇賞（秋）   | GI   | 芝2000m（良） | 18    | 1     | 01    | 04.7（2人）     | 2着  | 1:59.8（34.4）       | -0.1     | 戸崎圭太         | 56        | スピルバーグ           |
| 0000.11.30 | 東京     | ジャパンC      | GI   | 芝2400m（良） | 18    | 2     | 03    | 03.6（1人）     | 4着  | 2:24.0（35.5）       | -0.9     | R.ムーア         | 55        | エピファネイア         |
| 0000.12.28 | 中山     | 有馬記念       | GI   | 芝2500m（良） | 16    | 2     | 04    | 08.7（4人）     | 1着  | 2:35.3（34.1）       | -0.1     | 戸崎圭太         | 55        | （トゥザワールド）     |

## 繁殖牝馬時代

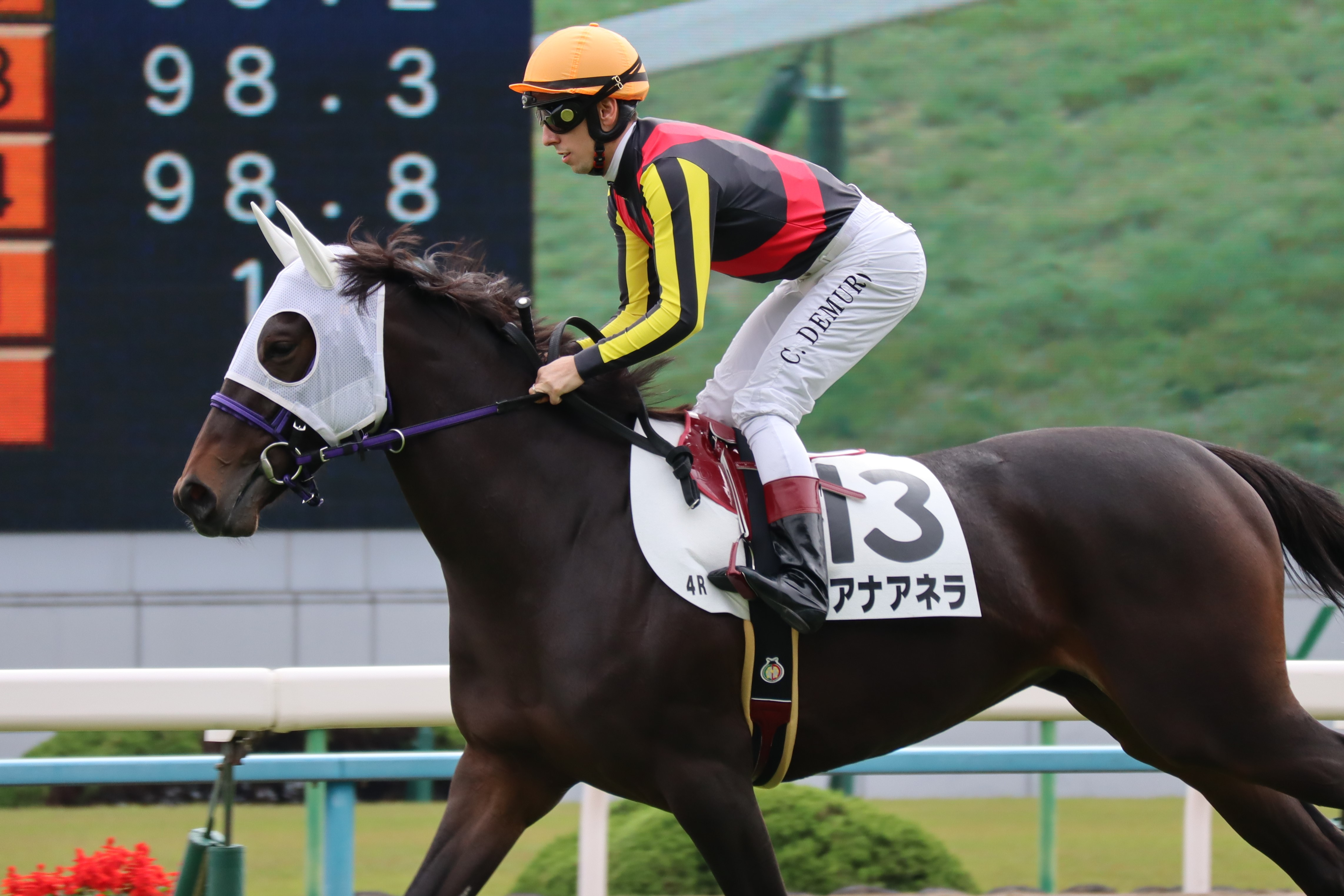
初仔のモアナアネラ

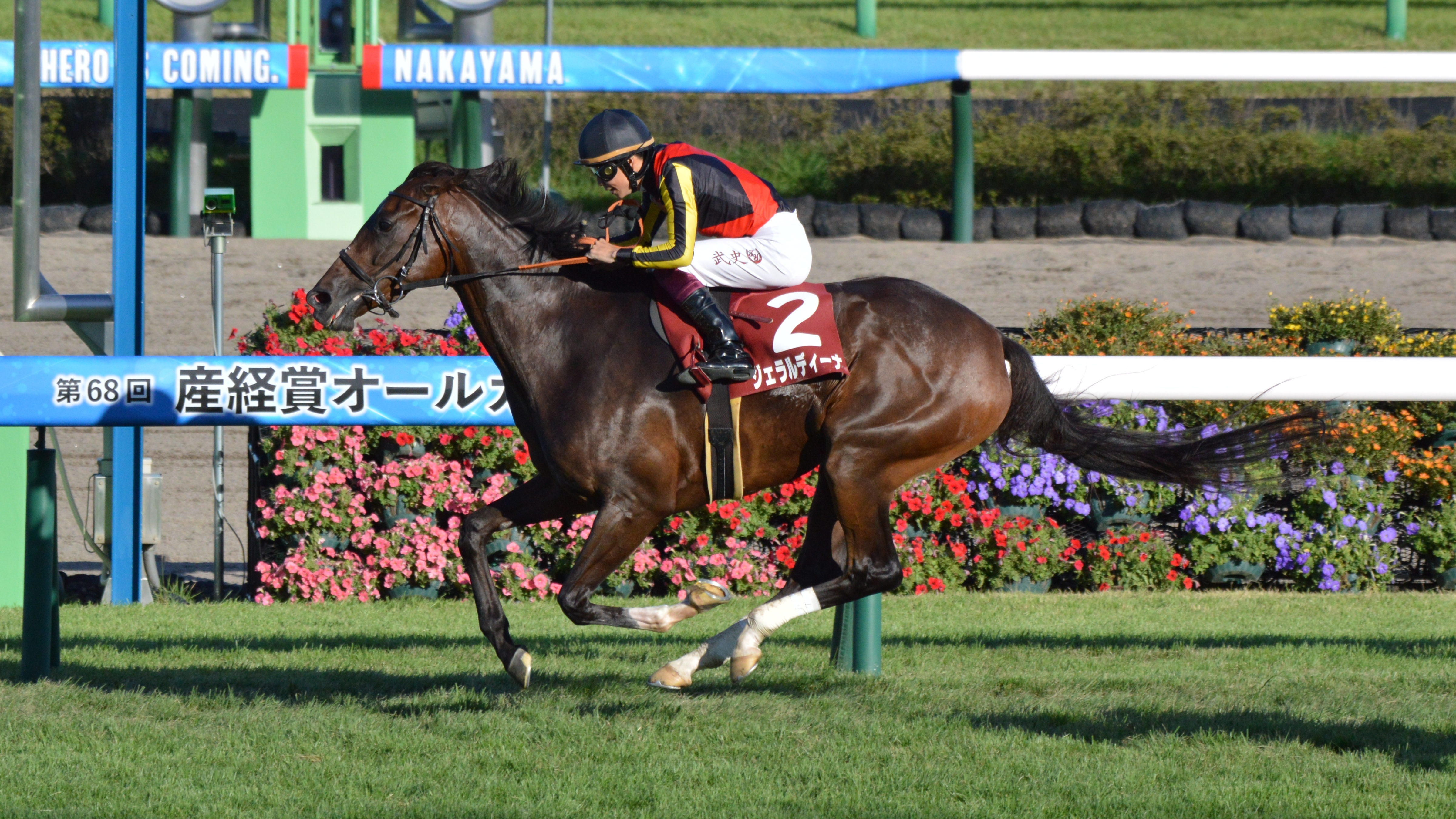
3番仔のジェラルディーナ

競走馬としての現役生活を終えた後、2015年1月に行われたJRA賞授賞式の場で、初年度の交配相手がキングカメハメハとなることが発表された。ノーザンファーム代表の吉田勝己は、初年度には既に種牡馬として実績があるキングカメハメハとの配合で、ファミリーを広げるためにも牝馬を産ませたいと述べた。ハービンジャーも候補だったが、その組み合わせでは父母とも長距離を得意とする配合になるため、「避けたい」としている。2016年2月15日、初仔となる牝馬を出産した。
2019年5月12日、京都3Rの3歳未勝利で初仔のモアナアネラが1着となり、5戦目にして産駒が初勝利を挙げる。
3番仔ジェラルディーナ（父・モーリス）が、2022年9月25日のオールカマーを勝利し、産駒の重賞初制覇。さらに同年11月13日のエリザベス女王杯も制し、産駒のG1初制覇となった。
2025年5月1日に用途変更、同年7月15日に繁殖牝馬を引退することが発表された。

## 繁殖成績
|       | 生年   | 馬名                         | 性 | 毛色   | 父               | 馬主                     | 厩舎                         | 戦績・主な勝鞍                                                   | 出典   |
| ----- | ------ | ---------------------------- | -- | ------ | ---------------- | ------------------------ | ---------------------------- | ---------------------------------------------------------------- | ------ |
| 初仔  | 2016年 | モアナアネラ                 | 牝 | 黒鹿毛 | キングカメハメハ | （有）サンデーレーシング | 栗東・石坂正 →栗東・石坂公一 | 20戦3勝（引退・繁殖）                                            | [ 76 ] |
| 2番仔 | 2017年 | （ジェンティルドンナの2017） | 牡 | 黒鹿毛 | キングカメハメハ |                          |                              | 未出走                                                           | [ 77 ] |
| 3番仔 | 2018年 | ジェラルディーナ             | 牝 | 鹿毛   | モーリス         | （有）サンデーレーシング | 栗東・石坂正 →栗東・斉藤崇史 | 23戦6勝（引退・繁殖） オールカマー（GII） エリザベス女王杯（GI） | [ 78 ] |
| 4番仔 | 2019年 | マリーナドンナ               | 牝 | 鹿毛   | ロードカナロア   | （有）サンデーレーシング | 栗東・安田隆行               | 5戦0勝（引退・繁殖）                                             | [ 79 ] |
|       | 2020年 | 不受胎                       |    |        | ロードカナロア   |                          |                              |                                                                  | [ 80 ] |
| 5番仔 | 2021年 | エヴァンジェリーナ           | 牝 | 鹿毛   | モーリス         | （有）サンデーレーシング | 栗東・斉藤崇史               | 1戦0勝（引退）                                                   | [ 81 ] |
|       | 2022年 | 不受胎                       |    |        | エピファネイア   |                          |                              |                                                                  | [ 80 ] |
| 6番仔 | 2023年 | アルジェンテーラ             | 牝 | 鹿毛   | ドレフォン       | （有）サンデーレーシング | 栗東・斉藤崇史               | （デビュー前）                                                   | [ 82 ] |
| 7番仔 | 2024年 | ジェンティルドンナの2024     | 牝 | 鹿毛   | エピファネイア   |                          |                              |                                                                  | [ 83 ] |

- 情報は2025年4月17日現在[80]。

## 逸話
- 馬体について、鈴木康弘元調教師は「柳に雪折れなしのことわざを体現したような細マッチョ」と評価している[注 17][84]。
- 秋華賞のパドックでは、岩田康誠はプレッシャーに勝つために「共に頑張ろうな」とジェンティルドンナにキスをした[85]。
- 2013年のジャパンカップでは、それまで主戦騎手を務めた岩田からライアン・ムーアに乗り替わりとなったため、岩田はショックを受け調整ルームのお風呂場で「俺のジェンティルー!」と叫んだという。また、そのことについて後に「俺、壊れたんやから」「あの乗り替わりはヘコんだよ」と述べている[86]。
- ファンレターやJRA賞授賞式に寄せられたメッセージは、その9割が女性からのものであった[87]。橋本樹理は、強い牡馬に挑み続けた姿が多くの女性の支えになったと判断している[87]。
- 厩務員の日迫真吾によると、1度目のジャパンカップに勝った翌週に日迫に「「どう?」と言わんばかりの“ドヤ顔”」をしたという。また、日迫はジェンティルドンナのことを「気が強くて究極のツンデレ。頭のいい馬だった」と評価している[88]。
- 調教師の石坂正は「ヤンチャな馬でしたね。そのぶん、すごく手が掛かっているから、人懐っこい面もありました。でも、繁殖に上がったあとは、牧場の人いわく「言うことを聞かん」と。我が強いんでしょうね。たぶん、牧場に帰ったら、自分が一番だってわかるんじゃないですか。放牧した途端、ボスになったらしいですから」と述べている[89]。
- ドバイでは非常に人気が高く、現地の獣医がジェンティルドンナを診察することを喜んだ上、周囲から人が寄ってきて、そのうちの1人は「Sexy Body‼︎」と感激したという[90]。
- 3・4歳時には有馬記念を回避し、5歳時もジャパンカップを勝てばそのまま引退して3年連続で有馬記念を回避する可能性もあった[注 18]。ジェンティルドンナを有馬記念や中山競馬場で走らせなかった理由について、石坂正は「ジェンティルが左回りでしか走れないとか、中山のようなコースは合わないとか、そんなことを思ったことは一度もなかった」「（有馬を使わなかったのは）それはジェンティルほどの馬を壊したくなかったから」「ジェンティルに合うレースは他にもあるわけやし、そこ（年末の馬場が悪い中山）で無理をする必要がないと思ってた」と答えている。また、5歳時に有馬記念に出走した理由について、例年より中山開催が少なかったためとしている。加えて、ジャパンカップの4着敗戦で「ジェンティルドンナは終わった」と報じたメディアに対する反抗心や怒りもあったとし、「そんなことあるか」「ジャパンカップは内の悪いところを通っただけ。ワシは全く終わってないと思っているのに、終わったと言われるから"それなら証明してやろう"」と出走を決めたという[92]。
- 2019年の日本ダービー優勝馬のロジャーバローズは、飛野牧場の飛野正昭代表がジェンティルドンナを再現しようとして生まれた馬で、ロジャーバローズの母・リトルブックはジェンティルドンナの母・ドナブリーニの半妹にあたり、リトルブックとディープインパクトの間に生まれたロジャーバローズは8分の7がジェンティルドンナと同じ血統であった[93]。
- 馬名より貴婦人という異名を持つ[94]。

## 血統表
| ジェンティルドンナの血統               | ジェンティルドンナの血統                               | ジェンティルドンナの血統            | （血統表の出典）                    | （血統表の出典） |
| 父系                                   | サンデーサイレンス系                                   | サンデーサイレンス系                | サンデーサイレンス系                | [ § 2 ]          |
| 父 ディープインパクト 2002 鹿毛        | 父の父*サンデーサイレンス Sunday Silence 1986 青鹿毛   | Halo                                | Hail to Reason                      | Hail to Reason   |
| 父 ディープインパクト 2002 鹿毛        | 父の父*サンデーサイレンス Sunday Silence 1986 青鹿毛   | Halo                                | Cosmah                              |                  |
| 父 ディープインパクト 2002 鹿毛        | 父の父*サンデーサイレンス Sunday Silence 1986 青鹿毛   | Wishing Well                        | Understanding                       | Understanding    |
| 父 ディープインパクト 2002 鹿毛        | 父の父*サンデーサイレンス Sunday Silence 1986 青鹿毛   | Wishing Well                        | Mountain Flower                     |                  |
| 父 ディープインパクト 2002 鹿毛        | 父の母*ウインドインハーヘア Wind in Her Hair 1991 鹿毛 | Alzao                               | Lyphard                             | Lyphard          |
| 父 ディープインパクト 2002 鹿毛        | 父の母*ウインドインハーヘア Wind in Her Hair 1991 鹿毛 | Alzao                               | Lady Rebecca                        |                  |
| 父 ディープインパクト 2002 鹿毛        | 父の母*ウインドインハーヘア Wind in Her Hair 1991 鹿毛 | Burghclere                          | Busted                              | Busted           |
| 父 ディープインパクト 2002 鹿毛        | 父の母*ウインドインハーヘア Wind in Her Hair 1991 鹿毛 | Burghclere                          | Highclere                           |                  |
| 母 *ドナブリーニ Donna Blini 2003 栗毛 | 母の父Bertolini 1996 鹿毛                              | Danzig                              | Northern Dancer                     | Northern Dancer  |
| 母 *ドナブリーニ Donna Blini 2003 栗毛 | 母の父Bertolini 1996 鹿毛                              | Danzig                              | Pas de Nom                          |                  |
| 母 *ドナブリーニ Donna Blini 2003 栗毛 | 母の父Bertolini 1996 鹿毛                              | Aquilegia                           | Alydar                              | Alydar           |
| 母 *ドナブリーニ Donna Blini 2003 栗毛 | 母の父Bertolini 1996 鹿毛                              | Aquilegia                           | Courtly Dee                         |                  |
| 母 *ドナブリーニ Donna Blini 2003 栗毛 | 母の母Cal Norma's Lady 1988 栗毛                       | *リファーズスペシャル               | Lyphard                             | Lyphard          |
| 母 *ドナブリーニ Donna Blini 2003 栗毛 | 母の母Cal Norma's Lady 1988 栗毛                       | *リファーズスペシャル               | My Bupers                           |                  |
| 母 *ドナブリーニ Donna Blini 2003 栗毛 | 母の母Cal Norma's Lady 1988 栗毛                       | June Darling                        | *ジュニアス                         | *ジュニアス      |
| 母 *ドナブリーニ Donna Blini 2003 栗毛 | 母の母Cal Norma's Lady 1988 栗毛                       | June Darling                        | Beau Darling                        |                  |
| 母系(F-No.)                            | Fair Astronomer系(FN:16-f)                             | Fair Astronomer系(FN:16-f)          | Fair Astronomer系(FN:16-f)          | [ § 3 ]          |
| 5代内の近親交配                        | Lyphard 4×4、Northern Dancer 5×4・5                    | Lyphard 4×4、Northern Dancer 5×4・5 | Lyphard 4×4、Northern Dancer 5×4・5 | [ § 4 ]          |
| 出典                                   | 1. 2. 3. 4.                                            | 1. 2. 3. 4.                         | 1. 2. 3. 4.                         | 1. 2. 3. 4.      |

- 全姉・ドナウブルーは2012年の京都牝馬ステークス、関屋記念を優勝している。
- 母父・ベルトリーニは英G3ジュライステークスを優勝しているが重賞勝利はこれのみで、他では2000年の英G1ナンソープステークス2着などが目立つ程度。1999年の仏G1アベイ・ド・ロンシャン賞、2000年の英G1ジュライカップでは、いずれも日本から遠征してきたアグネスワールドに敗れている。
- 3代父・リファーズスペシャルの全妹にビューパーダンス[98]（産駒にアイリッシュダンス[99][注 19]）。
- 母・ドナブリーニの半妹に、2019年の日本ダービー優勝馬ロジャーバローズの母であるリトルブックがいる[103]。
- 本馬はロジャーバローズの従兄弟にあたり、ロジャーバローズの8分の7同血である。